# جنگ هاماوران
جنگ هاماوران دومین جنگ طاقت‌فرسای کیکاووس پس از جنگ مازندران بود تفاوت این دو نبرد در وابستگی قومی و قبیله‌ای است. در جنگ مازندران کیکاووس درون کشور با قوم ایرانی پیکار نمود ولی در جنگ هاماوران برون از مرز و با قوم غیرایرانی پیکار کرد. حسن این دو نبرد در این است که کیکاووس با قدرت‌های بزرگ آنزمان مواجه بود و تا مرز شکست ایرانیان جنگ ادامه یافت ولی فرجام جنگ به نفع ایرانیان پایان یافت.

## میدان نبرد هاماوران
حکیم طوس فردوسی تصویر جنگ هاماوران را این‌گونه بیان می‌دارد که کیکاووس پس از اطلاع از قیام سالار هاماوران سریعاً وارد عمل شد و از راه دریا (رود) که مسافت بسیار نزدیکتر بود به جنگ هاماوران شتافت و دو لشکر ایران و هاماوران در دشت هاماوران رو در روی یکدیگر قرار گرفتند:
| چو کاووس لشکر به خشکی کشید   |  | کس اندر جهان کوه و صحرا ندید  |
| جهان گفتی از تیغ وز جوشن است |  | ستاره ز نوک سنان روشن است     |
| ز بس خود زرّین و رزّین سپر     |  | به گردن برآورده رخشان تبر     |
| تو گفتی زمین شد سپهر روان    |  | همی بارد از تیغ هندی روان     |
| ز مغفر هوا گشت چون سندروس    |  | زمین سربسر تیره چون آبنوس     |
| بدرّید کوه از دم گاودم        |  | زمین آمد از سُم اسپان به خم    |
| ز بانگ تبیره به بربر ستان    |  | تو گفتی زمین گشت لشکر ستان    |
| برآمد ز ایران‌سپه بوق و کوس   |  | برون رفت گرگین و فرهاد و طوس  |
| وزان سوی گودرز کشواد بود     |  | چو گیو و چو شیدوش و میلاد بود |
| فگندند بر یال اسپان عنان     |  | به زهر آب دادند نوک سنان      |
| چو بر کوههٔ زین نهادند سر     |  | خروش آمد و چاک‌چام تبر         |
| تو گفتی همی سنگ آهن کنند     |  | و گر آسمان بر زمین بر زنند    |
| بجنبید کاووس در قلب‌گاه       |  | سپاه اندر آمد به پیش سپاه     |
| جهان گشت تاری سراسر ز گرد    |  | ببارید شنگرف بر لاژورد        |
| تو گفتی هوا ژاله بارد همی    |  | به سنگ اندرون لاله کارد همی   |
| ز چشم سنان آتش آمد برون      |  | زمین شد به کردار دریای خون    |
| سه لشکر چنان شد ز ایرانیان   |  | که سر باز نشناختند از میان    |
| نخستین سپهدار هاماوران       |  | بیفگند شمشیر و گرز گران       |
| غمی گشت وز شاه زنهار خواست   |  | بدانست کان روزگار بلاست       |
| به پیمان که از شهر هاماوران  |  | سپهبد دهد ساو و باژ گران      |
| ز اسپ و سلیح و ز تخت و کلاه  |  | فرستد به نزدیک کاووس‌شاه       |
| چو این داده باشد بر او بگذرد |  | سپاهش بر و بوم او نسپرد       |
| ز گوینده بشنید کاووس کی      |  | برین گفت‌ها پاسخ افگند پی      |
| که یک‌سر همه در پناه منید     |  | پرستندهٔ تاج و گاه منید        |